# Höstsonaten
Höstsonaten är en västtysk dramafilm från 1978 med manus och regi av Ingmar Bergman.

## Handling
Filmen handlar om en berömd pianist, spelad av Ingrid Bergman. Liv Ullmann och Lena Nyman gör starka rollporträtt som hennes kuvade respektive sjuka döttrar. I biroller ses bland andra Gunnar Björnstrand, Erland Josephson, Mimi Pollak och Linn Ullmann.

## Om filmen
Höstsonaten har visats i SVT vid ett flertal tillfällen, bland annat 1982, 1993, 1994, 2000 och i november 2018.
Filmen blev Oscarsnominerad i två kategorier: bästa manus och bästa kvinnliga huvudroll. Den belönades i Frankrike med en César och i USA med en Golden Globe för bästa utländska film.

## Rollista
- Ingrid Bergman – Charlotte
- Liv Ullmann – Eva
- Lena Nyman – Helena
- Halvar Björk – Viktor
- Marianne Aminoff – Charlottes privatsekreterare
- Arne Bang-Hansen – farbror Otto
- Gunnar Björnstrand – Paul
- Erland Josephson – Josef
- Georg Løkkeberg – Leonardo
- Mimi Pollak – pianoläraren
- Linn Ullmann – Eva som barn

## Produktion
Filmen producerades av Bergmans västtyska bolag och spelades in i Norge, med brittisk finansiering. Orsaken var att Bergman vägrade göra film i Sverige efter att 1976 ha blivit illa behandlad av polisen och den svenska skattemyndigheten, misstänkt för skattebrott.
Kommunikationen mellan Bergman och Bergman var ansträngd, då bägge var så inkörda på helt olika sätt att göra film. I sina memoarer berättar Ingmar Bergman om hur han drev Ingrid Bergman till förtvivlans rand i strävan att bryta ned den komedispelstil hon utvecklat i Hollywood. Samtidigt värjde hon sig, som stjärna van att projicera sin egen personlighet, mot de aspekter av rollfiguren hon inte kunde identifiera sig med.
I filmen spelas preludium nr 2 i A-moll av Frédéric Chopin på piano, två gånger. Tanken är att tolkningen av Chopin avslöjar personligheten hos de två pianister som framför stycket, först Eva, sedan Charlotte. Bägge versionerna framfördes av Ingmar Bergmans före detta hustru Käbi Laretei.
Filmen blev Ingrid Bergmans sista film i biografdistribution.

## Andra versioner
År 2003 gjordes i Indien en nyinspelning på hindi, Tahzeeb, utan någon medverkan av Ingmar Bergman. 
Den finska operan Höstsonaten av Sebastian Fagerlund och Gunilla Hemming, baserad på Bergmans filmmanus, uruppfördes i september 2017 på Finska nationaloperan, med Anne Sofie von Otter (Charlotte) och Erika Sunnegårdh (Eva) i huvudrollerna.